# إميل نافا
إميل نافا (بالإنجليزية:Emil Nava) هو مخرج فيديوهات موسيقية بريطاني، ولد في 29 مارس 1985 بـلندن، المملكة المتحدة.
بعدما ترك المدرسة في سن 16 إنتقل إلى مهنة الإخراج إذْ بعد عمله مع المغنية البريطانية جيسي جي في عام 2010 وإخراجه لفيديو الموسيقي لأغنية أفعلها مثل الرجل إفتتحت له الفرص لإخراج فيديوهات موسيقية لفنانين أخرين، وقد أخرج إميل العديد من الفيديوهات الموسيقية لعدة مغنيين من بينهم إيلي غولندغ، إيد شيران، جينيفر لوبيز، دوا ليبا .. وغيرهم.

## وصلات خارجية
- إميل نافا على قاعدة بيانات الأفلام IMDb (بالإنجليزية)
- إميل نافا على قاعدة بيانات ديسكوغز (بالإنجليزية)
- إميل نافا على موقع جينيس (بالإنجليزية)